# Watertown (Massachusetts)
Watertown – miasto w Stanach Zjednoczonych, w hrabstwie Middlesex stanu Massachusetts.